# 徳川宗春
徳川 宗春（とくがわ むねはる）は、江戸時代中期の大名。梁川藩第4代当主（当時は通春。御連枝である大窪（大久保）松平家当主）、のち名古屋藩第7代藩主（尾張徳川家第7代当主）。
名古屋藩主就任時に規制緩和政策をとった宗春は、質素倹約策の8代将軍・徳川吉宗とよく対比されるが、幕府が元文の改鋳で金融緩和をした際には、名古屋藩では引き締め政策を行っており、単純な規制緩和ではなかった。
歴代藩主と同様、名古屋藩主就任後に吉宗から「宗」の偏諱を授かって「宗春」と改名した（後述）。改名前の諱は兄・徳川吉通の「通」の字を得て通春。

## 生涯
出典:

### 出生
元禄9年10月28日（1696年11月22日）、名古屋藩第3代藩主・徳川綱誠の二十男として名古屋で生まれ、萬五郎と名付けられる。母は側室の梅津（宣揚院、遠州掛川横須賀浪人三浦太次兵衛嘉重の長女）。元禄11年（1698年）に祖母の千代姫、翌元禄12年（1699年）に父の綱誠、元禄13年（1700年）に祖父の徳川光友が相次いで没した。
宝永5年（1708年）11月、兄で第4代藩主の吉通より偏諱を受け、諱を通春とする。吉通は奥で夕餉を摂る際には宗春と共に食事をしたほど、末弟の宗春を可愛がった。正徳2年（1712年）、兄・通顕（のちの徳川継友）、通温は江戸に下向し従四位下に叙任され、譜代衆となるが、宗春は名古屋に残されたままとなる。
宝永6年（1709年）3月、久留米藩主・有馬則維から、名古屋藩御連枝筆頭の高須藩主・松平義行宛に、萬五郎を仮養子に迎え、そののち正式な養子にしたいという申し出があった。しかしこの話はたち消えている。
正徳3年（1713年）4月に江戸へ移り、星野藤馬を小姓とする。閏5月、江戸に下向した際に同道した名古屋藩士2人が吐血頓死・割腹自害する事件が起きる。同月に名古屋藩御連枝の梁川藩主・松平義昌が逝去し、7月には兄・吉通が薨去する。さらに10月には、甥で吉通の跡を継いだ5代藩主・五郎太が逝去し、兄・通顕が継友と改名して6代藩主となる。12月に元服し、求馬通春と名乗る（通称を「求馬」に改めた）。正徳6年（1716年）2月に7代将軍・徳川家継に御目見し、3月に譜代衆となり松平求馬通春を名乗る。同年改元後、享保元年（1716年）7月に8代将軍・徳川吉宗当時の幕府の奏請により従五位下主計頭に叙任される。
享保3年（1718年）4月、疱瘡に罹るが、まもなく回復する。同月、兄・通温が名古屋城下に蟄居謹慎となる。12月、従四位下に叙任する。吉宗から特別に鷹狩の獲物を数度賜り、吉宗お気に入りの譜代衆と共に紅葉山東照宮の予参を命じられるなど、御家門衆として吉宗に大切にされる。享保13年（1728年）、実母の宣揚院を見舞うため名古屋へ下向する。

### 梁川藩主
享保14年（1729年）6月、梁川藩第3代藩主・松平義真が没し、梁川藩大窪松平家が断絶する。8月に吉宗から肝煎りで梁川藩3万石を改めて与えられ、大窪松平家を再興する。上杉統治時代の梁川城はすでに破却され梁川陣屋となっていたが、12月に従四位下侍従に任官し、国主扱いの大広間詰めとなる。
梁川藩は初代・松平義昌が高年貢を課し新たに課役を設けるなどし、さらに二代・松平義方は父の代以上に年貢率を引き上げ、新税を設置して重税を強いるなど、農民からの収奪を強化していた。通春は藩主に就任したものの梁川に赴くことは無かった。享保年間は天候が悪く不作が続き、農民の不満は高まり一揆を起こし、代官所に訴えた。通春は江戸に居たが、代官が一揆鎮圧したあとで領民の要望を受け入れて種籾を放出した。これにより来る享保の大飢饉では、梁川藩では餓死者が出なかった。

### 名古屋藩主
享保15年（1730年）9月、日光社参。11月27日に兄・継友が没し、翌日継友の遺言ということで御三家筆頭尾張徳川家を相続し、第7代当主徳川通春となる。享保16年（1731年）正月、公儀の法度・代々の法規を守るべきこと・藩邸内での歌舞音曲の許可・夜の外出の許可・本寿院の蟄居を解く令を出す。同月に正四位下左近衛権少将に叙任する。続けて従三位左近衛権中将に叙任する。将軍・吉宗より偏諱を授かり、徳川宗春を名乗る。3月、従三位参議（宰相）・左近衛権中将に叙任する。同月、政治宣言の著述『温知政要』を著す。同年4月、名古屋城へ入る。
宗春は名古屋に戻ると、4代藩主吉通の御簾中・瑞祥院（九条輔子）の実家の九条家に3千両を寄付し、朝廷との関係を大切にした。名古屋城下では、東照宮祭・尾張祇園祭（若宮祭・三之丸天王祭）・1ヶ月半にも及ぶ盆踊り等の祭りを奨励した。また、女性や子供が夜でも歩ける町にするために、提灯を城下に数多く置いた。継友時代に廃れていた御下屋敷（名古屋城下、藩主の隠居所）を建て直し、そのお披露目の際に城下の女性と子供を呼んで踊りの大会を丸2日間行わせ、その際に奉行以上の重職たちにも閲覧させている。藩士に城下の芝居などの見物も許可した。
当時の幕府は享保の改革を推進する将軍・吉宗のもと、老中・松平乗邑の主導で質素倹約規制強化が徹底しており、祭りや芝居などは縮小・廃止されていた。それと全く逆を行く宗春は、規制緩和をして民の楽しみを第一に政策を進めていく。緊縮財政・法規制の強化をする幕府に対し、開放政策・規制緩和（消費奨励ではない）の名古屋藩となっていった。ただし規制緩和のみではなく、神社仏閣への公式参拝には束帯騎馬の正装で赴き、幕府の法令も先回りするなど、宗春は幕府に対立する姿勢は全く見せていない。むしろ幕府の法令を遵守するように命じて、大切な形式はしっかりと守っている。一方、巡視などでは朝鮮通信使の姿・歌舞伎・能の派手な衣装で出向いたり、時には白い牛に乗って町に出たり、民衆が喜ぶ服装を工夫した。名古屋城下郊外に芝居小屋や遊郭等の遊興施設を許可するなど規制緩和政策は、商人たちに受け入れられ、名古屋の町は賑わっていった。
享保17年（1732年）正月、自身の著書『温知政要』（21箇条）を藩士に配布した。3月には『條々二十一箇條』を発布した。その中で「行き過ぎた倹約はかえって庶民を苦しめる結果になる」「規制を増やしても違反者を増やすのみ」などの主張を掲げた。これらの政策には、質素倹約を基本方針とする幕府の享保の改革による緊縮政策が経済停滞を生み、蝗害による不作も重なり、各地で暴動が頻発していたことへの反発があると言われている。なお、幕府の倹約経済政策に自由経済政策理論をもって立ち向かったのは、江戸時代の藩主では宗春だけである。
この結果、継友時代の倹約令で停滞していた名古屋の町は活気を得て、その繁栄ぶりは「名古屋の繁華に京（興）がさめた」とまで言われた。また宗春の治世の間、名古屋藩では一人の死刑も行われなかった。宗春は、犯罪者を処分する政策ではなく、犯罪を起こさない町造りを目指し、藩士による表立った巡回をさせている（密偵は使わなかった）。また犯罪者が増えると、死刑ではなく別の処分（髪や眉毛などを剃る等）も行われた。さらに、心中しようとした者を、野ざらしの刑にはしたが、結果的には夫婦として普通に生活することを許可した（闇森心中事件：当時の幕府の令では「心中未遂の場合は非人あるいは死罪」）。岐阜への巡視では奴振りをさせ、知多への巡視では徒歩で移動するなど、当時としては斬新な行動をいくつも行なっている。こうしたことで、当時としては珍しく、生存中の大名が浄瑠璃や歌舞伎の題材となった。
享保17年（1732年）には参勤交代で江戸へ下る。先代継友時代、享保10年（1725年）に火事で焼失した江戸上屋敷市谷邸が新築再建され、嫡子の萬五郎と共に中屋敷麹町邸から移る。5月5日、徳川家康から藩祖・徳川義直が拝領した幟旗並びに嫡男・萬五郎の武者飾りを見てもらうために、市谷邸を江戸町民に開放した。これは新築された市谷邸の披露も含まれている。通説ではその後、5月または9月に吉宗から使者を介して詰問されたといわれる。その内容は、
- 国元ならともかく江戸においても遊興にふけっている
- 嫡子の初節句の時、江戸藩邸に町人たちを呼び入れ、尾張家が家康から拝領した幟まで飾った
- 倹約令を守っていない

というものだった。これに対し宗春も、一応上意として受けるも、
- 他の大名のように国元で遊興にふけり、江戸では倹約するという表裏ある行動は取れない。第一、領民に迷惑をかけていない
- 初節句の時、江戸藩邸に町人たちを呼び入れ、家康から拝領した幟まで飾ったのがけしからぬと言うが、そのような禁令はいつ出たのか
- お上は倹約令を守っていないと言うが、私なりに倹約に努めているつもりだ。ただお上は倹約の根本をご存じないので、おわかりにならないのだろう

と反論した、と通説では言われる。
宗春は、規制緩和による経済の活性化を図るものの、名古屋藩の財政は赤字に転じたと通説では言われる。享保18年（1733年）12月、宗春は尾張瀬戸水野山から木曽の山々に至るまでの2万人規模の巻き狩りを計画するが、家臣の反対で中止する。家臣は規模を縮小するように宗春に薦めたが、宗春は頑なに2万人規模を主張し、結果的には巻狩を断念する。享保20年（1735年）3月、江戸在番の藩士に遊興博打を禁じる令を出す。9月、宗春が名古屋にいるときに嫡男の国丸（萬五郎）が江戸藩邸で逝去する。この年、吉宗より拝領した朝鮮人参の栽培を御下屋敷で始める。 元文元年（享保21年・1736年）、3ヶ所の遊里を、もっとも高級な西小路遊郭の1ヶ所に集め、芝居小屋も新規は取り払うべしの命を出し、規制緩和政策を後退させる。

### 隠居謹慎
享保年間の後期から元文当時の幕府は、朝廷と対立しつつあった。朝廷内では親幕府派の近衛家と、反幕府の霊元法皇が激しく対立していた。近衛家熙が薨去した後は、桜町天皇側近で霊元法皇の影響下にあった一条兼香を中心に朝廷は動き始めていた。
幕府は、水戸藩から上程された『大日本史』の出版許可を朝廷に求めた際に、有職故実の大家でもあった霊元法皇門下の一条兼香（当時大納言）に裁可を仰いだ。10年間放っておかれたが、再度許可願を出した。南北朝問題があり、一条兼香（当時は右大臣）は不許可とする。ところが、幕府は朝廷の許可を得ないまま、その3年後に『大日本史』を出版をしてしまい、朝廷と幕府の間は緊張関係に陥った。名古屋藩は代々朝廷と深いつながり（五摂家の九条家・近衛家・清華家の広幡家・羽林家の正親町家と縁戚）を持っていた。
当時の幕府の緊縮規制強化の経済政策は、蝗害などにより失敗しており、一方で宗春の規制緩和の経済政策は大成功を収めていた。さらに宗春は、遊興禁止令等、幕府の政策を先取りして名古屋藩で徹底させていった。こうした先手を打つ宗春によって幕府の威信が揺らぐと判断していた幕閣と、名古屋藩を持ち上げる朝廷との間で、宗春と名古屋藩は政略的に板挟みとなる。
そのような状況で、実弟の石河政朝が幕府中枢にいた御附家老・竹腰正武をはじめとする国元の藩重臣は、宗春の失脚を画策する。宗春に引き続き、もう一人の御附家老・成瀬正泰（当時は正太）が参勤交代で江戸に移った直後の元文3年6月9日（1738年7月25日）、竹腰正武たちが尾張領内で実権を奪い、宗春の藩主時代の命令をすべて無効とし、宗春藩主就任前の状態に戻すとの宣言を発した。そのために名古屋藩領は混乱を起こしてしまう。
この混乱に対し、宗春は琉球畳の祈祷所を建設し、毎日祈りを捧げたという。元文4年（1739年）正月過ぎから、将軍吉宗は恒例の行事を代理に任せて奥に引き篭ってしまう。
そして正月11日（1739年2月18日）、名古屋藩の家老たちが江戸城に呼び出され、松平乗邑から蟄居謹慎の内命を受ける。翌12日に吉宗からの隠居謹慎命令が広島藩主・浅野吉長、水戸藩御連枝守山藩主・松平頼貞、同じく水戸藩御連枝常陸府中藩主・松平頼幸により伝えられ、宗春は江戸の中屋敷麹町邸に、そして名古屋城三の丸の屋敷に隠居謹慎させられる。

### 膨大な財政赤字
6代継友の時期である享保3年（1718年）の収支は、金部門では収入11万9041両、支出10万5662両で差引1万3379両の剰余、米部門では収入13万970石、支出11万3741石で差引7229石の剰余があり、これを同年の米価1石＝金2両で換算すると、総差引2万7837両の黒字となっていた。米部門の収入項日は年貢米越小物成・三升口米などの付加税で、支出項目は江戸下米や家中扶持米など。また、金部門の主要な収入項目は年貢金・三役銀（夫銀、堤.役銀、伝馬銀）などで、支出項目は江戸費用や諸役所経費・尾張家一族の入用・家臣団の扶持などであった。享保13年（1728年）も総差引2万8167両の黒字を計上していた。
だが、宗春が藩主を継いだ享保16年（1731年）は総差引2万7064両の赤字に転じ、隠居前年の元文3年（1738年）には、金7万4607両・米3万6489石余という巨額の累積赤字を出し総差引14万7585両の赤字となった。赤字補填のために領民に多額の借上金を命じて庶民の暮らしを圧迫することになった。
これを継いだ8代藩主・徳川宗勝は倹約を続けた結果、延享4年（1747年）までに、金部門では2万8288両が不足するものの、米部門は11万4779石の剰余となり、総差引では1万3612両の黒字に転じることに成功した。

### 隠居謹慎後の宗春
宗春は隠居謹慎後、父母の墓参りも含め、外出は一切許されなかったと言われているが、名古屋藩の祈禱寺興正寺にも参拝記録が残っており、「父母の墓参りも許されなかった」というのも文献上確認できない。後に菩提寺である建中寺へ参拝し、その時、市中の人々が提灯を軒先にならべて参拝を迎えた、という記録も残っている。
御連枝美濃高須藩主の松平義淳が徳川宗勝として後継となったが、宗春の養子という形式ではなく、名古屋藩は幕府が一旦召し上げた上で改めて宗勝に下した。宗春は「尾張前黄門（前中納言）」と呼ばれるようになる。宗春の子供は8人のうち7人までもが、宗春の尾張在府中に江戸で亡くなっていた。
宗春の蟄居謹慎は6代藩主継友の実母・泉光院の三之丸の屋敷であり、時には藩主・宗勝より貴重な品々の贈り物があり、悠々自適の生活を送れていた。また、将軍・吉宗が使者を遣わし、宗春の蟄居謹慎に「不足しているものはないか」「鷹狩や魚捕りが出来ずに気鬱にならないか」と、かなり気を遣って気色伺いをしたという記録もある。

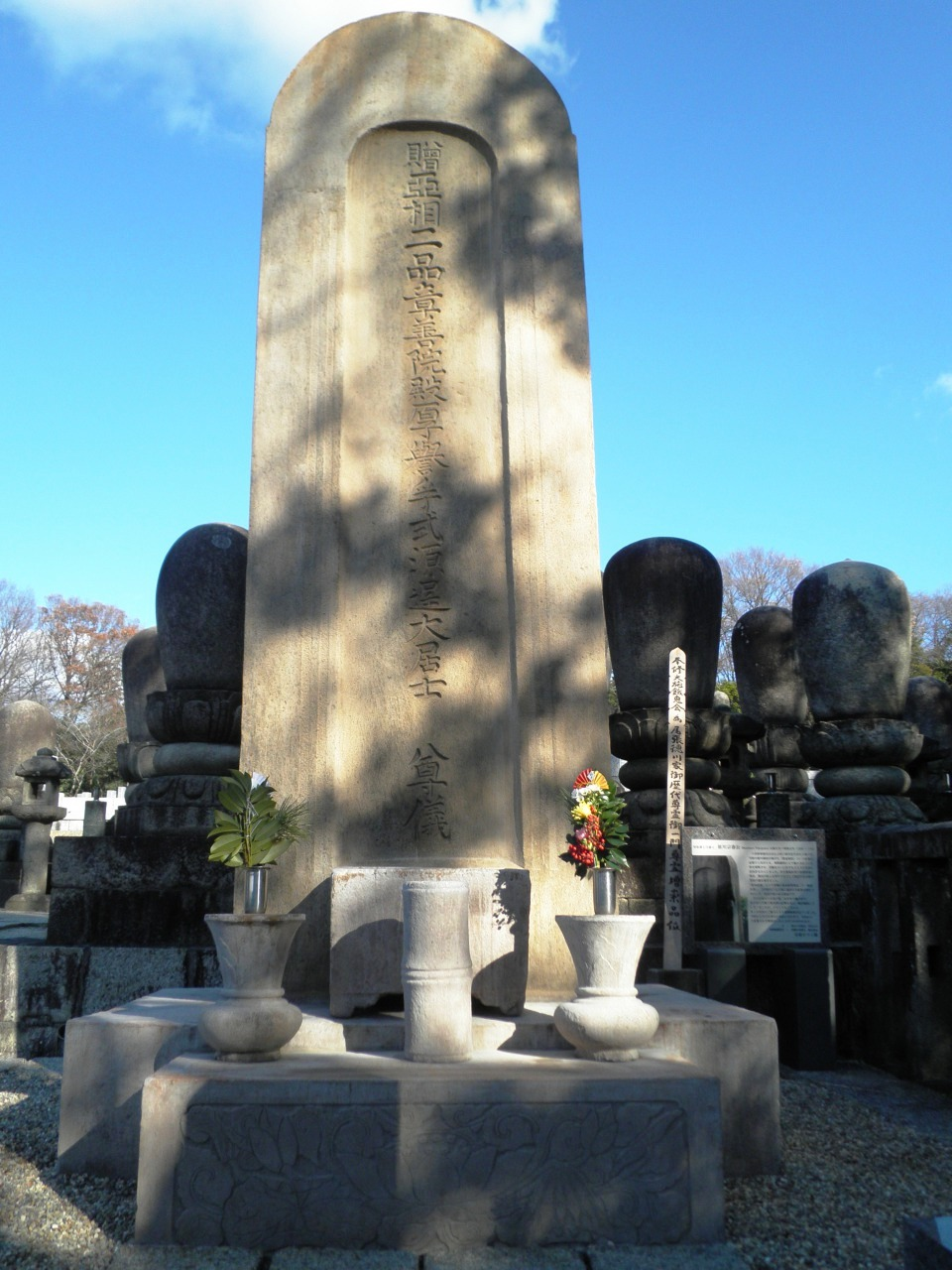
平和公園内の墓（愛知県名古屋市千種区）

宝暦元年（1751年）、吉宗が薨去する。宝暦4年（1754年）、御下屋敷（7万5千坪もある名古屋藩歴代藩主の隠居所）へ移る。尾張徳川家菩提寺の建中寺への参拝、名古屋藩の祈願所である八事山興正寺への参拝が許される。蟄居後の宗春は、茶碗を焼いたり、絵を描いたり、光明真言や念仏を唱えたりして、悠々自適の生活を送ったという。側室のいづみ（宝泉院：京出身、猪飼氏）と、おはる（貞幹院：元吉原太夫春日野、名古屋藩士鈴木庄兵衛の娘）は最後まで宗春に寄り添った。
明和元年10月8日（1764年11月1日）死去。享年69（満67歳没）。宗春の死によって徳川綱誠以来の男系の血筋は断絶した。

### 宗春が隠居してからの幕府と名古屋
宗春が隠居謹慎し、宗勝が8代藩主となると名古屋は、宗春の残した莫大な負債を返済すべく、6代藩主・継友の時代の法令が復活し、質素倹約が奨励される。そのため、名古屋城下の賑わいは火が消えたようになったとされている。
宗春が隠居して15年が経った頃、城下の商人であった小刀屋藤左衛門こと木全雅直が宗春の恩赦を願い出たがこの行動は罪に問われ、篠島に島流しとなった。その後も、歴代の名古屋藩家老成瀬家（犬山城主）の当主なども幕府に宗春の恩赦を願い出ていた。また、宗春が隠居後初めて菩提寺の建中寺に先祖の墓参りに出たのは、宗春隠居後26年後の宝暦11年のことであったが、尾張の町内の者たちは宗春のために提灯を並び立てた。
延享2年（1745年）、吉宗は隠居して大御所となり、嫡男の徳川家重が将軍に就く。吉宗の治世後半の幕政を主導し、宗春を謹慎に追い込んでいった松平乗邑は、老中を罷免された。家重は御側御用人として大岡忠光と田沼意次を重用し、それまでの質素倹約による財政緊縮政策が徐々に転換していった。
宝暦10年（1760年）、10代将軍・徳川家治が就任する。家治の時代には、幕府の政策は田沼意次が主導し、重商主義政策へと転換していった。名古屋藩では、9代将軍・家重と同年同月の宝暦11年6月に、8代藩主・宗勝が薨去する。そして、9代藩主・徳川宗睦が就くと、名古屋は宗春時代の賑わいを徐々に取り戻していく。宗睦は、名古屋藩中興の祖とまで呼ばれるようになる。
隠居後も宗春は、将軍吉宗から拝領した朝鮮人参を下屋敷で大切に育てていたが、のち宗睦は宗春が育ててきた薬草園を用いて、名古屋の医学を大いに発展させる。
10代藩主の徳川斉朝は一橋徳川家から養子に入るが、斉朝の母方は二条家出身であり、九条家を通して4代藩主・吉通の血が流れていた。その斉朝は、宗春を祀る山王社を御下屋敷内に創建。通称孚式権現（孚式は宗春の戒名）と呼ばれ、主祭神は宗春、相伝には徳川家康、徳川義直であった。明治維新に至るまで、毎年使者が出たお祭りが行われてきた。宗春没後75年の天保10年（1839年）、11代将軍・徳川家斉の十二男である斉荘が12代藩主に就任する際、宗春の名誉が回復されて従二位権大納言を贈られ、歴代藩主に列せられる。14代藩主・徳川慶恕（慶勝）は、御下屋敷の薬草園跡に精林庵（現：名古屋市東区、浄土宗無量寿院）を江戸の下屋敷戸山邸より移して、宗春の菩提を弔った。

### 墓石と遺骸・墓石修復など
宗春の死後、遺体は建中寺に埋葬された。土葬だったため、明治期の発掘調査ではミイラ化した状態で見つかり、経帷子や守り刀の木刀も残っていた。
昭和20年（1945年）に名古屋市が空襲を受けた際、焼夷弾の直撃を受けて墓石の一部が損傷した。名古屋藩主代々の墓石は、修復が困難な鵜沼石が用いられており、しばらく損傷した状態であった。戦後、名古屋市の復興都市計画に伴い、市内の墓が千種区の平和公園に移転し、宗春の墓も移されるとともに遺骸は火葬された。なお、副葬品などは建中寺に納められている。

### 宗春の特異な政策
- 形式よりも中身を大切にした（例：仁・「まこと」を重視する 温知政要・條々二十一箇条 等）
- 意味のある祭りを盛んにし、奨励した（例：東照宮祭・名古屋祇園祭（天王）・盆踊り 等）
- 人道に反する祭りは禁止した（例：梁川の正月の水掛け、国府宮の裸祭厄男 等）
- 奪い合うことや義に合わぬことを禁止した（例：條々二十一箇条 等）
- 自分の身にあった遊びは大切であるとした（例：遊廓・芝居・見世物 等）
- 法律や規制は少ないほうが良いとした（例：規制緩和 温知政要・條々二十一箇条 等）
- 簡単なミスの訴状等の書類を差し戻さず受け入れるように指示した（例：條々二十一箇条 等）
- 衣服・家・持ち物等は禁制のある物以外は自由にした（例：條々二十一箇条 等）
- ファッションリーダーを自ら担った（例：申楽（能・狂言）・歌舞伎・朝鮮通信使等の衣装 等）
- 心を込めた贈答・饗応を大切にした（例：條々二十一箇条 等）
- 庶民と上級藩士が出会う場を提供した（例：御下屋敷や市谷邸のお披露目 等）
- 商人との対話を積極的にした（例：岐阜巡行・乾御殿や御下屋敷滞在時）
- 六斎市の奨励（歴代藩主の中で、許可した例が突出して多い）
- 庶民が喜ぶことをした（例：奴振り・白牛・漆黒の馬と衣装・派手な衣装）
- 社会的な弱者を大切にした（例：女性・子ども・身分の低い者の保護）
- 死刑をしなかった
- マニフェストであり家訓でもある『温知政要』を執筆し、上級家臣に配布した

## 経歴
- 享保元年7月22日（1716年9月7日。異説12月22日（1717年2月3日）） - 従五位下に叙し、主計頭に任官
- 享保3年12月18日（1719年2月6日） - 従四位下に昇叙。主計頭如元。
- 享保14年（1729年）
  - 6月11日（7月6日） - 陸奥梁川藩3万石の藩主となる。
  - 12月16日（1730年2月3日） - 侍従兼任。
- 享保15年11月28日（1731年1月6日） - 名古屋藩主となる。徳川の苗字を称する。
- 享保16年（1731年）
  - 1月19日（2月25日） - 左近衛権少将に転任。将軍徳川吉宗の偏諱を授かり、通春から宗春へ改名する。同日、さらに従三位に昇叙し、左近衛権中将に転任。
  - 3月12日（4月18日） - 参議に補任。左近衛権中将兼帯如元。
- 享保17年12月1日（1733年1月16日） - 権中納言に転任。
- 元文4年1月12日（1739年2月19日） - 幕府より蟄居を命ぜられる。
- 明和元年10月8日（1764年11月1日） - 薨去。戒名：章善院殿厚譽孚式源逞大居士、墓所：名古屋市東区筒井の徳興山建中寺[注釈 34]。
- 文政4年（1821年） - 孚式山王権現と称され、名古屋藩十代藩主徳川斉朝により、名古屋御下屋敷内に神として祀られる。これ以降、宗春は権現として毎年法要がおこなわれた。
- 天保10年11月5日（1839年12月10日） - 贈従二位権大納言[注釈 35]。

※参考資料：児玉幸多監修・新田完三編『内閣文庫蔵　諸侯年表』東京堂出版、1984年発行

## 家族
- 父：徳川綱誠（名古屋藩第3代藩主）
- 母：宣揚院・梅津（延宝元年（1673年）7月29日[14] - 寛保3年（1743年）9月2日） - 三浦太治兵衛嘉重の娘。葬建中寺
- 正室なし
- 側室：海津（栄昌院）葬天徳寺
  - 長女：富（理泡院）（享保9年（1724年）4月9日 - 享保18年（1733年）6月17日） - 葬天徳寺
  - 三女：八千（曄徳院）（享保11年（1726年）12月8日 - 享保16年（1731年）5月17日） - 葬天徳寺
  - 長男：国丸（慧運院、萬五郎）（享保14年（1729年）12月17日 - 享保20年（1735年）9月9日） - 葬傅通院
- 側室：民部（瑩光院）葬祐天寺
  - 次女：補誦（凛霜院、三保）（享保11年（1726年）1月4日 - 享保20年（1735年）10月8日） - 葬傅通院
  - 五女：八百（秋蔵院）（享保15年（1730年）1月13日 - 享保16年（1731年）7月12日） - 葬天徳寺
  - 次男：龍治代・龍千代（圓徳院）（元文2年（1737年）11月12日 - 元文2年（1737年）12月24日） - 葬傅通院
- 側室：伊予（銀昌院）
  - 四女：頼（霊樹院、於須亭・傅・勝子）（享保13年（1728年）1月20日 - 宝暦10年（1760年）10月10日）葬大徳寺[15][16](近衛家菩提寺。)
    - 唯一成人した子女。宗春が謹慎した後に九条稙基（4代藩主吉通の外孫）と婚約、名古屋の祖母・宣揚院の元でしばらく生活をする。稙基が急逝したため、後の関白近衛内前の後妻となり、従三位徳川勝子と名乗る。なお没後の明和4年に、頼君（霊樹院）の菩提を弔うために彼女が過ごした政所御殿が近衛内前によって西大寺の愛染堂へと寄進された。[17]

  - 六女：以津（性如院）（享保15年（1730年）8月21日 - 享保16年（1731年）9月4日） - 葬太宗寺
- 側室：和泉(宝泉院、華子・阿薫)猪飼氏。阿薫の方と呼ばれる。葬七寺[18]
- 側室：おはる(貞幹院、春日野)葬建中寺[19]
- 側室：左近(斎心院)葬本願寺名古屋別院
- 側室：相模
- 養子女
  - 養女：近（蓮胎院）（正徳3年（1713年）8月7日 - 寛延4年（1751年）5月5日） - 実父は梁川藩2代藩主松平義方。元文元年（1736年）7月19日、上杉宗房に嫁ぐ。葬傅通院

- 異母兄：徳川吉通（名古屋藩第4代藩主）
- 異母兄：徳川継友（名古屋藩第6代藩主）
- 異母兄：松平義孝（名古屋藩御連枝高須藩（四谷松平）第2代藩主）
- 異母兄：松平通温
- 異母妹：松（光現院・磯） - 加賀藩主前田吉徳（吉治）正室・5代将軍徳川綱吉養女

- 同母兄：城次郎（桂鏡院）（元禄7年（1694年）誕生、元禄10年（1697年）7月26日早世、葬高岳院）
- 同母妹：名不明（晴龍院）（元禄11年（1698年）9月21日早世、葬建中寺[注釈 36]）

その他、早世の兄弟姉妹が30人以上いる。

## 史料
宗春に関する記録は謹慎蟄居後に幕府によりほとんど処分されたとされ、現存する資料は極めて少ない。
- 『徳川実紀』
- 『尾藩世記』
- 『金府紀較抄』
- 『御日記頭書』
- 『尾州家条々』
- 『金鱗九十九之塵』
- 『尾公口授』
- 『尾張徳川家系譜』
- 『遊女濃安都』
- 『夢之跡』
- 『徳川宗春年譜』
- 『温知政要』 - 宗春の政治思想が記された宗春の主著。享保17年、京都町奉行により京都での一般への出版発行は禁止された。宗春隠居謹慎後、名古屋藩内でも回収されて処分されている。
- 『続談海』
- 『月堂見聞集』
- 『元文世説雑録』
- 『享保世話』
- 『安川文書』（岐阜御成）